# Magda Dulčić
Magda Dulčić (23. květen 1965 Stari Grad - 4. květen 2016 Split) byla chorvatská kreslířka, ilustrátorka, animátorka a autorka komiksů. Vystudovala Uměleckoprůmyslovou školu ve Splitu (Škola likovnih umjetnosti, Split). Věnovala se ilustraci, ilustrovala knihy, učebnice a dětské knihy. Komiksy publikovala v časopisech Patko, Polet, Večernji list, Studentski list, Comicon a Arkzin a dále v dětských časopisech Oblutak a Prvi izbor. Svá díla vystavovala na řadě skupinových i samostatných výstav.
Animované filmy tvořila pro studia Luna film a Zagreb film. Byla autorkou výtvarných návrhů a některé filmy i sama režírovala. Za film Leptiri získala cenu za kresbu na Festivalu animovaných filmů v Záhřebu v roce 1987. Za film Mladý muž s růžemi (Mladić s ružama) obdržela na festivalu v Káhiře cenu „Zlatá růže z Káhiry“. Při příležitosti Dne chorvatské animace v roce 2005 získala druhou cenu poroty za krátký film Perpetuum Stabile.
Ukázky jejích děl jsou součástí trvalé expozice Čtyři starigradští umělci XX. století (Četiri starogradska umjetnika XX. stoljeća) v Muzeu města Stari Grad.

## Dílo

### Filmy (výběr)
- Utakmica (1987, animovaný krátký film)
- Leptiri (1988, animovaný krátký film)
- Ruza (1992, animovaný krátký film) - režie
- Perpetuum stabile (2004, animovaný krátký film) - výtvarník, animace, režie
- Oko (2006, animovaný krátký film)